# 中田大智
中田 大智（なかた だいち、1989年11月22日 - ）は、日本の元俳優、元関西ジャニーズJr.のメンバー。大阪府堺市出身。血液型B型。

## 略歴
2002年に入所。2003年は関西BOY'S、2004年から2008年までB.A.D.BOYSに所属していた。
2008年のテレビドラマ『先生はエライっ!』では、自身が関西人でありながらも標準語の台詞を難なくこなした。その後、舞台『DREAM BOYS』の大阪公演では主要な役を演じた。
2011年3月中旬以降、音信不通となり、同月下旬に所属事務所を脱退した。

## 人物
- 関ジャニ∞の村上信五を尊敬しており、目標は「村上超え」。
- 濵田崇裕とは同期であり、入所当初から同じグループで活動している相方のような存在であった。
- 「Rockな仲間たち」ではギター演奏を担当していた。

## 出演

### テレビドラマ
- 徳川綱吉 イヌと呼ばれた男（2005年、フジテレビ）大石主税 役
- DRAMATIC-J 超能力シックス（2008年4月、関西テレビ）真壁六郎 役
- 先生はエライっ!（2008年4月12日、日本テレビ）松木拓未 役
- DRAMATIC-J リバーサイド入口（2008年6月、関西テレビ）
- DRAMADA-J そこにいるボギー（2009年7月、関西テレビ）神崎智也 役
- 誰も知らないJ学園 彼女を待ちながら…（2010年6月23日、関西テレビ）三浦真悟 役

### バラエティ
- ほんじゃに!（関西テレビ、BSフジ）
- 関ジャニ∞のジャニ勉（関西テレビ、BSフジ）
- あほやねん!すきやねん!（2009年4月-2011年3月、NHK大阪）

3月に行われた公開イベントにも出演したが、東日本大震災の特番のため放送中止（当初は震災報道優先のため延期としていた）。
- あっぷ&UP!（2009年12月-2010年、関西テレビ）

### ラジオ
- 関ジャニの男前を目指せ（ABCラジオ）
- 関西ジャニーズJr.もぎたて関ジュース（ラジオ関西）

### 舞台・コンサート
- 関西ジャニーズJr.ミュージカル ANOTHER（2002年）
- Firstコンサート Winter2006（2006年）
- あけましておめでとうジャニーズJr.大集合 in日本武道館（2007年）
- 関西ジャニーズJr.in大阪城ホール（2007年5月6日）
- 関西ジャニーズJr.@大阪松竹座2007夏（2007年8月6日 - 23日）
- World's Wing 翼 Premium 2007（2007年8月4日 - 26日）
- DREAM BOYS 大阪公演（2008年）ダイチ役
- World's Wing 翼 Premium 2008（2008年8月6日 - 16日、大阪松竹座）
- 関西ジャニーズJr.@大坂松竹座2008夏（2008年8月19日-28日）
- 大坂凱旋コンサート（2008年9月8日-10日）
- 関西Jr.ユニットin大坂松竹座（2008年12月7日-9日）
- 関西ジャニーズJr. Merry X'mas Concert（2008年12月23日-26日）
- 内博貴 年末年始 Rockな仲間たち大集合!（2008年12月19日・20日・21日・2009年1月2日・3日・4日、横浜アリーナ・大阪城ホール）
- UCHI 博貴 内 HIROCKY（2009年3月7日・8日・31日・4月1日・4日、日本武道館・大阪城ホール・日本ガイシスポーツプラザ　ガイシホール）
- 関西ジャニーズJr. Umeコン（2009年6月18日-20日）
- Tough Weeds 光の射すほうへ…（2009年8月2日-27日）佐久間役
- 関西ジャニーズJr. X'マスやで!全員集合!（2009年12月15日-20日）
- 春休み all関西ジャニーズJr. in大坂城ホールwith中山優馬（2010年3月28日・29日）
- 関西ジャニーズJr.2010 夏休みだよ!全員集合!! in 大阪城ホール（2010年7月28日・29日）
- 少年たち〜格子なき牢獄〜（2010年8月3日-28日）